# گمینا سوواوکی
گمینا سوواوکی (به لهستانی:  Gmina Suwałki) یک گمینا در لهستان است که در شهرستان سوواوکی واقع شده‌است. گمینا سوواوکی ۲۶۴٫۸۲ کیلومتر مربع مساحت و ۶٬۴۶۷ نفر جمعیت دارد.